# 山东省文物考古研究院
山东省文物考古研究院前身是山东省博物馆于1980年成立、1981年挂牌的山东省文物考古研究所，现为山东省人民政府文化和旅游厅所所属正处级公益一类事业单位。位于济南市唐冶中路3277号。

## 历史
1954年，正式成立山东省博物馆。此后，山东省博物馆主持或参与山东省内大量古遗址、古墓葬的发掘。1978年改革开放后，随着经济建设、土地开发，山东省博物馆负责的文物考古工作逐渐增多，任务繁重。当时，山东省博物馆文物组成员稀少，文物组既负责文物管理的业务，也山东全省的考古发掘。因此，必须为山东省的文物考古工作成立一个专门机构。
1980年，在山东省博物馆管理部和考古工作部基础上，成立山东省文物考古研究所。1981年，正式挂牌。2017年，山东省文物考古研究所更名为山东省文物考古研究院，人员编制增加到80人。2022年，经山东省编办批准，山东考古博物馆正式挂牌。

## 职能
山东省文物考古研究院具有国家文物局颁发的考古发掘团体领队资质。主要职责是：承担山东全省地下文物的调查、勘探、发掘、保护、研究等工作，承担全省石窟寺保护、研究、利用工作；承担考古成果的阐释、传播，考古科学展示宣传教育等工作，以及培养考古专业人才。

## 备注
1. ↑  原文：当时文物组只有“七八条枪”[1]。是京剧《沙家浜》中胡傳魁的唱词：“想當初，老子的隊伍才開張，總共才有十几個人，七八條槍”。当指人数稀少。